# Chilhowie
Chilhowie is een plaats (town) in de Amerikaanse staat Virginia, en valt bestuurlijk gezien onder Smyth County.

## Demografie
Bij de volkstelling in 2000 werd het aantal inwoners vastgesteld op 1827.
In 2006 is het aantal inwoners door het United States Census Bureau geschat op 1778, een daling van 49 (-2,7%).

## Geografie
Volgens het United States Census Bureau beslaat de plaats een oppervlakte van
6,7 km², geheel bestaande uit land. Chilhowie ligt op ongeveer 595 m boven zeeniveau.

## Plaatsen in de nabije omgeving
De onderstaande figuur toont nabijgelegen plaatsen in een straal van 16 km rond Chilhowie.